# 蒙盖
蒙盖（西班牙語：Mongay）是西班牙加泰罗尼亚莱里达省的一个市镇。 总面积29平方公里，总人口798人（2001年），人口密度28人/平方公里。